# Peso específico
El peso específico es la relación entre el peso de una sustancia y su volumen.
Su expresión de cálculo es:

{\displaystyle \gamma ={\frac {w}{V}}={\frac {mg}{V}}=\rho \ g}

siendo
{\displaystyle \gamma \,}(gamma), el peso específico;
{\displaystyle w\,}, el peso de la sustancia;
{\displaystyle V\,}, el volumen de la sustancia;
{\displaystyle \rho \,}(rho), la densidad de la sustancia;
{\displaystyle m\,}, la masa de la sustancia.
{\displaystyle g\,}, la aceleración de la gravedad.

## Unidades
- En el Sistema Internacional de Unidades (SI) se expresa en newtons por metro cúbico: N/m³.
- En el Sistema Técnico se mide en kilogramos-fuerza por metro cúbico: kgf/m³.
- En el SIMELA se expresa en newtons por metro cúbico: N/m³.

Como el kilogramo-fuerza representa el peso de un kilogramo —en la Tierra—, el valor numérico de esta magnitud, expresada en kgf/m³, es el mismo que el de la densidad, expresada en kg/m³.
Por ende, está íntimamente ligado al concepto de densidad, que es de uso fácil en unidades terrestres, aunque confuso según el SI. Como consecuencia de ello, su uso está muy limitado. Incluso, en física resulta incorrecto.[cita requerida]

## Normativa internacional
Aplicado a una magnitud física, el término específico significa «por unidad de masa».
En el contexto del Sistema Internacional de Unidades no se permiten otros usos del término «específico».
De acuerdo con la normativa del «Bureau International des Poids et Mesures», la inaceptabilidad de la expresión peso específico se basa en que su significado sería peso por unidad de masa, esto es newtons por kilogramo (N/kg), en tanto que el erróneamente asignado es el de «peso por unidad de volumen», o sea newtons por metro cúbico (N/m³). Su denominación correcta sería «densidad de peso».